# ماري ماكسويني
ماري ماكسويني (27 مارس 1872 - 8 مارس 1942) ناشطة، وسياسية جمهورية أيرلندية، ومعلمة. سُلط الضوء على ماكسويني على الصعيدين الوطني والدولي في عام 1920 عندما أضرب شقيقها تيرينس ماكسويني، عمدة كورك آنذاك، عن الطعام احتجاجًا على السياسة البريطانية في أيرلندا. وقفت ماري، جنبًا إلى جنب مع زوجة تيرينس ميريل ماكسويني، وقفة احتجاجية يومية وأصبحت متحدثة باسم الحملة. توفي تيرينس ماكسويني في نهاية المطاف في أكتوبر 1920، ومنذ ذلك الحين، عملت ماري ماكسويني وصية غير رسمية لإرثه، وأصبحت مدافعة عنيدة ومتحمسة عن الجمهورية الأيرلندية. بعد جولة رفيعة المستوى استمرت سبعة أشهر في الولايات المتحدة في عام 1921 رفعت فيها هي وميريل صورة حركة الاستقلال الأيرلندية، انتُخبت ماري لعضوية دويل أيرن وسط حرب الاستقلال الأيرلندية المستمرة. خلال المناقشات حول المعاهدة الإنجليزية الأيرلندية، وهي اتفاقية سلام مقترحة بين البريطانيين والأيرلنديين، كانت ماكسويني من بين أكثر المناهضين صراحةً. خلال الحرب الأهلية الأيرلندية التي تلت ذلك، دعمت ماكسويني الجيش الجمهوري الأيرلندي المناهض للمعاهدة وسُجنت بسبب ذلك، مما أدى إلى مشاركتها في إضرابين عن الطعام بنفسها.
بعد انقسام شين فين/فيانا فايل في عام 1926، أصبحت نائبة زعيم شين فين في عام 1927. مع تهميش شين فين والجمهوريين المتشددين سياسيًا بشكل متزايد في العقد الذي أعقب الانقسام، ردت ماكسويني بتأييد العنف الذي نفذه الجيش الجمهوري الأيرلندي. قرب نهاية حياتها، أيدت رسميًا قيادة حقبة الحرب العالمية الثانية للجيش الجمهوري الأيرلندي تحت قيادة شون راسل، الذي واصل تنفيذ «خطة إس»، وهي حملة قصف لأيرلندا الشمالية وإنجلترا بهدف إضعاف المملكة المتحدة في مواجهة ألمانيا.

## سياسة
الدخول في سياسة المناداة بحق المرأة في التصويت والجمهورية
حضرت الاجتماع الأول لرابطة مونستر للامتياز النسائي، وأصبحت عضوًا في اللجنة. عارضت التشدد داخل حركة الاقتراع الأيرلندية، وتسببت آرائها القومية في إزعاج الأعضاء الآخرين.
انضمت إلى الرابطة الغيلية وبنات أيرلندا، متأثرة بفكرة شقيقها الأصغر تيرينس ماكسويني عن الجمهورية الأيرلندية القوية.
بعد أن أسس شقيقها تيرينس وتوماس ماكورتين فرع كورك للمتطوعين الأيرلنديين، أسست ماري بدورها فرع كورك في مجلس المرأة الأيرلندية في عام 1914، وهي خطوة أدت إلى تركها رابطة مونستر للسيدات. في العام نفسه، شجبت ماكسويني الحكم البريطاني في مؤتمرهم العام في نوفمبر 1914.
أثناء ثورة عيد الفصح عام 1916، كان هناك ارتباك جماعي في مدينة كورك حول ما إذا كان يجب على المتطوعين التعبئة أم لا، بسبب الأوامر المتضاربة. لم يكن تيرينس متأكدًا مما يجب فعله، فاحتجِز هو والمتطوعون الآخرون في قاعة المتطوعين في المدينة، وهناك اعتقلتهم السلطات البريطانية. حاولت ماري، التي كانت تدير رسائل للمتطوعين، العودة إلى التدريس في سانت أنجيلا، لكن قُبض عليها أيضًا في وقت لاحق من الأسبوع أثناء الدرس. في أعقاب ذلك، فُصلت من منصبها التدريسي لأنشطتها الجمهورية. بعد عدة أشهر، عند إطلاق سراحها من السجن، أعادت هي وشقيقتها آني تأسيس مدرسة آيت، وهي مدرسة شقيقة لمدرسة سانت إندا لباتريك بيرس، وهي مدرسة جيلسكويل شاركت فيها لبقية حياتها.
في عام 1917، انتخِبت ماكسويني لمنصب تنفيذي وطني للرابطة النسائية التي أعيد تنظيمها حديثًا، مما وضح تقدمها المتزايد لدى الجانب النسائي من الحركة الجمهورية.

## وفاة تيرينس ماكسويني، ليصبح نائبًا
في صيف عام 1920، أضرب عدد من الجمهوريين الأيرلنديين المسجونين عن الطعام، وكان أبرزهم رئيس بلدية كورك الحالي تيرينس ماكسويني. قررت الحكومة البريطانية عدم الانصياع لمطالب المضربين، خشية أن يساهم ذلك في ثورة واسعة النطاق في أيرلندا. بدأ تيرينس إضرابه في 12 أغسطس وسرعان ما أصبح قضية دولية مشهورة، مُبلغ عنها في جميع أنحاء العالم. توفي تيرينس في نهاية المطاف في 25 أكتوبر 1920 واعتبرته الحركة القومية الأيرلندية النابضة شهيدًا.
طوال إضراب تيرينس، بقيت ماري، وأختها آني، وزوجة تيرينس ميريل ماكسويني يقفن وقفات احتجاجية ويزرنه يوميًا، وأخذن أدوار الناشطين الجمهوريين. أما الدافع وراء توجههم نحو الجمهورية الأيرلندية المتطرفة المتشددة كان إصابتهم بصدمة شديدة بعد وفاة تيرينس، وخاصة ماري.
في أعقاب وفاة تيرينس، شرعت ماري وموريل ماكسويني في جولة استمرت سبعة أشهر في الولايات المتحدة، بهدف زيادة الوعي بالقضية الأيرلندية في أمريكا. كجزء من الجولة، قدمت أدلة في واشنطن العاصمة للجنة الأمريكية للظروف في أيرلندا.
في الانتخابات الأيرلندية عام 1921، انتُخبت ماكسويني لشين فين لدائرة كورك بورو (شغلت مقعدها في دويل أيرن)، وشغلت المقعد الذي شغله أخوها ذات مرة. انتخِب شقيق آخر، شين، أيضًا لعضوية دويل في دائرة انتخابية مختلفة في كورك.

### معارضة المعاهدة الإنجليزية الأيرلندية
بحلول نهاية عام 1921، بدأ الأيرلنديون والبريطانيون مناقشة شروط السلام في لندن. في أكتوبر 1921، كان من المقرر إرسال وفد ثان إلى لندن، ضم لأول مرة مايكل كولينز. ناشدت ماكسويني، المعارضة بشدة للمعاهدة، إيمون دي فاليرا للسماح لها بالذهاب. رُفضت لأن إيمون دي فاليرا اعتقد أنها «متطرفة للغاية». بعد توقيع المعاهدة الأنجلو-أيرلندية، أوضحت ماكسويني معارضتها المطلقة لها خلال المناقشات في دويل بين ديسمبر 1921 وحتى يناير 1922، معلنة أنها تفضل استئناف الحرب:
لقد عرضت علينا هذه القضية بوصفها معاهدة أو حربًا. أقول الآن إذا كانت الحرب، سأقبلها بسرور وبهجة، ليس بفرح، ولكن بسرور، لأنني أدرك أن هناك شرورًا أسوأ من الحرب، ولا يمكن لأي نصر جسدي أن يعوض الاستسلام الروحي.
في 21 ديسمبر، تحدثت ماكسويني لمدة ساعتين و41 دقيقة ضد المعاهدة، وهو أطول خطاب لعضو خلال المناقشات، منتقدة الاتفاق من جميع الزوايا. أثار خطاب ماكسويني حفيظة العديد من نواب الدويل المؤيدين للمعاهدة، من بينهم آرثر غريفيث وإرنست بليث. في النهاية، صوت النواب لتأييد المعاهدة بأغلبية 64 صوتًا مقابل 57. دمرت النتيجة ماكسويني، وفي أعقاب ذلك، أيدت علنًا التهديدات بالعنف من قبل الجيش الجمهوري الأيرلندي ضد النواب المؤيدين للمعاهدة.

### الحرب الأهلية الأيرلندية وإضرابها عن الطعام
على الرغم من التصويت في الدويل على تأييد المعاهدة، لكن الأمور لم تنحل وانفجرت الحرب الأهلية الأيرلندية، مع تقسيم الجيش الجمهوري الأيرلندي إلى الجيش الوطني (أيرلندا) لدعم الدولة الأيرلندية الحرة المشكلة حديثًا، والجيش الجمهوري الأيرلندي المناهض للمعاهدة.

### نوفمبر عام 1922 إضراب عن الطعام
قُبض على ماكسويني في منزل نيل رايان (منزل آمن) في بولسبريدج في 4 نوفمبر 1922 بعد مداهمة لجنود الدولة الحرة. نُقلت إلى سجن مانت جوي، حيث اعتقِلت. أضربت عن الطعام على الفور. نظمت الرابطة النسائية وقفات احتجاجية خارج السجن احتجاجًا على اعتقال ماري وآخرين. تشكلت رابطة الدفاع عن السجينات في أغسطس 1922 لحماية حقوقهن. خلال الإضراب عن الطعام رفضت زيارة الطبيب. أذعنت للموت، ووقع النزلاء على «رسالة مشتركة من ماونت جوي». كانت حالتها حرجة وأعطاها كاهن كاثوليكي الطقوس الأخيرة. لم تكن الحكومة مستعدة للسماح للمضربين بالموت، وأطلِق سراحها.

### أبريل عام 1923 إضراب عن الطعام
في طريقها إلى جنازة ليام لينش، قُبض عليها عندما توقفت السيارة التي كانت بداخلها، وتعرفوا عليها. أخِذت مع كاثلين أوكالاهان إلى سجن كيلمنهام. بدأت احتجاجًا آخرًا، دون خوف من الموت، فقد «تصالحت معه». استمروا في اعتقالهما (دون توجيه تهم)، ولكنهم وضحوا أنها كانت توزع دعاية مناهضة للحكومة.